# Infektionsdruck
Der Infektionsdruck ist eine Kenngröße in der Epidemiologie, welche die Infektionsgefährdung charakterisiert. Er ist abhängig von der Anzahl der Erreger (Bakterien, Viren) in der unmittelbaren Umgebung des potenziell für den Erreger empfänglichen Organismus. 
Eine hohe Erregerzahl, also ein hoher Infektionsdruck, macht das Auftreten einer Infektionskrankheit wahrscheinlicher, da pro Zeitspanne mehr Erreger die natürliche Schleimhaut-Barriere durchdringen können und somit die Minimale Infektionsdosis erreicht wird.
Maßnahmen zur Senkung des Infektionsdrucks sind zum Beispiel regelmäßige Reinigung und Desinfektion, Quarantäne erkrankter Menschen/Tiere, Vermeidung großer Menschen- bzw. Tieransammlungen, Bekämpfung von Vektoren.